# Franz Eybl
Franz Eybl   (Gumpendorf, 1 d'abril de 1806 - Palau Belvedere i Viena, 29 d'abril de 1880) va ser un pintor austríac. Va morir als 74 anys a la seva residència oficial al Palau Belvedere i va ser enterrat al Zentralfriedhof de Viena.

## Biografia
Eybl va néixer al suburbi vienès de Gumpendorf a Große Steingasse 136 (avui Stumpergasse 55). El 1816, als deu anys, ja havia ingressat a l'Acadèmia de Belles Arts de Viena, on va formar-se amb Josef Klieber i Josef Mössmer. Entre 1820 i 1823 va estudiar amb Johann Baptist von Lampi i Franz Caucig, reproduint estàtues i motlles antics. Fins al 1828 va estudiar pintura d'història amb Johann Peter Krafft, fet que palesa bona part de la seva obra. El 1825 Eybl va guanyar el Premi Gundel de l'Acadèmia i el 1828 el Premi Lampi. El 1830 es va casar amb Antonia Jordan. El 1843 es va convertir en membre de l'Acadèmia.

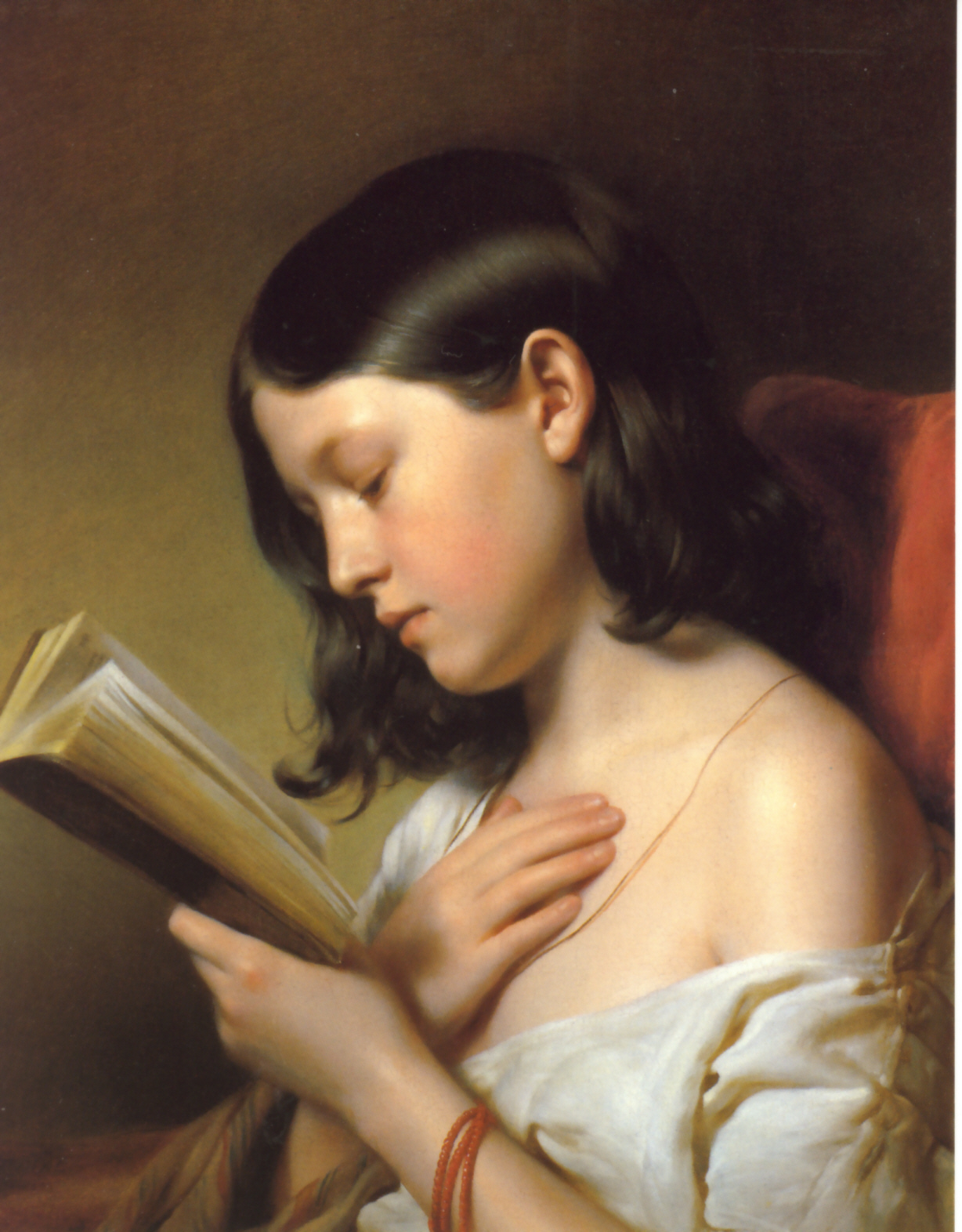
Noia llegint

Franz Eybl es va dedicar a la pintura de paisatge i a la pintura de gènere, així com a la pintura d'història. Després de 1840 va ser influenciat per Ferdinand Georg Waldmüller en el seu ús de la llum. Va pintar molts retrats i va ser considerat un dels retratistes més importants de l'Àustria del segle xix al costat de Friedrich von Amerling. Eybl va fer més de 400 retrats litogràfics i el seu treball és comparable amb el del prolífic Josef Kriehuber en aquest aspecte.